# Premios Tato
Los Premios Tato son los premios otorgados anualmente por la Cámara Argentina de Productoras Independientes de Televisión (CAPIT) en Buenos Aires, Argentina. 
Este galardón lleva el nombre «Tato» en honor a Tato Bores, humorista y actor argentino, referente de la excelencia televisiva.Los finalistas son seleccionados por un jurado compuesto por 843 profesionales de la actividad televisiva.

## Origen
En el año 2009, los productores independientes de televisión en ocasión de la celebración del décimo aniversario de la cámara entregó distinciones a destacadas personalidades de la televisión. En el año 2010, nuevamente entregaron premios que se conocieron como «Premios CAPIT». En el año 2011, se eligió el nombre de Tato Bores para denominar a los Premios. Estos premios tuvieron vigencia desde al año 2010 hasta el año 2017 inclusive.

## Distinciones 2009
Recibieron distinciones figuras de televisión como Jorge Guinzburg, Mirtha Legrand, Susana Giménez, Nicolás Repetto, Adrián Suar, Carlos Rottemberg, Marcelo Tinelli, Claudio Villarruel y Hugo Di Guglielmo. Como «mejor programa de producción independiente de la década» fue premiado Vulnerables.

## Por años
| Edición | Fecha de la gala         | Presentadores                          | Canal de transmisión | Índice de audiencia | Duración (aprox.) |
| ------- | ------------------------ | -------------------------------------- | -------------------- | ------------------- | ----------------- |
| 1°      | 8 de diciembre de 2010.  | Mariana Fabbiani y Humberto Tortonese. | No se transmitió.    | -                   | ¿?                |
| 2°      | 15 de noviembre de 2011. | Mariana Fabbiani y Humberto Tortonese. | No se transmitió.    | -                   | ¿?                |
| 3°      | 17 de noviembre de 2012. | Mariana Fabbiani.                      | Canal 13.            | 15.8                | 154 min.          |
| 4°      | 2 de diciembre de 2013.  | Mariana Fabbiani y Julián Weich.       | Canal 13.            | 12.1                | 177 min.          |
| 5°      | 2 de diciembre de 2015.  | Marley.                                | Telefe.              | 14.7                | 184 min.          |
| 6°      | 5 de diciembre de 2016.  | Sebastián Wainraich.                   | Vía streaming.       | -                   | 95 min.           |
| 7°      | 13 de diciembre de 2017. | Marley.                                | Telefe.              | 11.3                | 152 min.          |

     Programa más visto de aquel día.